# Jack Frost (manhwa)
Jack Frost är en pågående manhwaserie skriven av Jinho Ko.

## Handling
Jack Frost följer historien om Noh-A Joo, den nya studenten på Amityville Highschool. Saker och ting börjar dåligt för Noh-A och hon inser att skolan inte alls är som den verkar vara.
Fast i ett krig mellan vampyrer, monster och andra varelser måste Noh-A lära sig hantera sin nya roll som ”The Mirror Image” samt den mystiske och brutale Jack Frost.

## Karaktärer
- Noh-A Joo är den nya studenten på Amityville Highschool och är känd som en ”mirror-image”. Detta är en person som har avlidit, men istället för att verkligen ”dö” blivit odödlig. Hennes blod har förmågan att läka sår. Hon visar inga tecken på besvikelse över sitt nya ”liv” - delvis eftersom hon till en början lider av minnesförlust - och får vid flera tillfällen sitt huvud avhugget, oftast av Jack Frost.
- Jack Frost är en lömsk och mystisk student på Amityville Highschool. Han kan tillfoga skada och motstå skador och är en mycket skicklig stridskämpe. Han påstår sig vara den starkaste i Amityville och att ingen eller ingenting kan döda honom.
- Helmina är en lång kvinna som ansvarar och bestämmer över det norra distriktet. Hon verkar känna till de flesta av Jack Frosts hemligheter och beter sig ofta sadistiskt mot honom och andra. Det visar sig att hon har en stor trädgård som växer över döda studenters gravar.
- Hansen är en student som bytte från det västra distriktet till det norra efter att han försökt döda Jack Frost, men misslyckats. Han påstår sig kunna mycket om vampyrer, eftersom han en gång räddats ifrån en. Helmina utsåg honom till ansvarig för städningen och underhållstjänsten av skolan, en uppgift som han inte var särskilt nöjd med.
- Jin är norra distriktets skolsköterska och den första vännen Noh-A får efter att hon blivit halshuggen första gången. Jin är den enda läraren som blivit ersatt efter branden några år tillbaka. Hon visar en förmåga att hacka sig in och kontrollera skolan. Hon har ett tyst och lugnt uppförande, är effektiv i sitt arbete och kan läka de flesta skador.
- Arvid, också känd som ”Blood Pirate Arvid”, är en skattjägar-vampyr från det norra distriktet. Han dricker Noh-As blod och ger sig sedan på Jack Frost. Arvid biter Jack och för en kort stund kontrollerar han honom genom rädsla. Jack bryter sig så småningom fri och halshugger honom. Efteråt visar det sig att Arvid överlevt och flytt.
- Lucy var en zombie, kontrollerad av Avid men räddad av Hansen. Hon är varken ett levande objekt eller människa, men hon lyder alla Hansen order och klänger sig konstant fast vid honom.